# Wuppertaler Sport-Verein 2021-2022
Questa voce raccoglie le informazioni riguardanti il Wuppertaler Sport-Verein nelle competizioni ufficiali della stagione 2021-2022.

## Stagione
Nella stagione 2021-2022 il Wuppertal, allenato da Björn Mehnert, concluse il campionato di Regionalliga ovest al 3º posto. In Coppa di Germania il Wuppertal fu eliminato al primo turno dal Bochum. In Coppa Bassa Renania il Wuppertal perse la finale con il Straelen.

## Rosa
| N. |                       | Ruolo | Calciatore            |
| -- | --------------------- | ----- | --------------------- |
| 1  | Germania (bandiera)   | P     | Sebastian Patzler     |
| 2  | Germania (bandiera)   | D     | Moritz Montag         |
| 3  | Germania (bandiera)   | D     | Nick Galle            |
| 5  | Germania (bandiera)   | C     | Felix Backszat        |
| 6  | Germania (bandiera)   | C     | Jannis Kübler         |
| 7  | Germania (bandiera)   | C     | Semir Šarić           |
| 9  | Germania (bandiera)   | A     | Kevin Hagemann        |
| 10 | Portogallo (bandiera) | C     | Kevin Pires-Rodrigues |
| 11 | Albania (bandiera)    | C     | Valdet Rama           |
| 12 | Germania (bandiera)   | P     | Joel Nickel           |
| 13 | Germania (bandiera)   | A     | Joelle Tomczak        |
| 14 | Germania (bandiera)   | D     | Philipp Hanke         |
| 17 | Germania (bandiera)   | C     | Niklas Fensky         |
| 18 | Germania (bandiera)   | A     | Roman Prokoph         |

| N. |                          | Ruolo | Calciatore                |
| -- | ------------------------ | ----- | ------------------------- |
| 20 | Germania (bandiera)      | P     | Michele Cordi             |
| 21 | Germania (bandiera)      | D     | Noah Salau                |
| 22 | Germania (bandiera)      | D     | Durim Berisha             |
| 23 | Germania (bandiera)      | A     | Phillip Aboagye           |
| 24 | Germania (bandiera)      | C     | Isaak Akritidis           |
| 25 | Germania (bandiera)      | D     | Lion Schweers             |
| 26 | Croazia (bandiera)       | C     | Dominik Bilogrević        |
| 27 | Polonia (bandiera)       | D     | Kevin Pytlik              |
| 29 | Germania (bandiera)      | A     | Kingsley Sarpei           |
| 33 | Germania (bandiera)      | D     | Niklas Heidemann          |
| 37 | Germania (bandiera)      | D     | Giulio Multari            |
| 38 | Corea del Sud (bandiera) | A     | Daniel Lee                |
| 40 | Turchia (bandiera)       | P     | Payam Safarpour-Malekabad |
| 48 | Germania (bandiera)      | A     | Marco Königs              |

## Organigramma societario
Area tecnica
- Allenatore: Björn Mehnert
- Allenatore in seconda: Samir El Hajjaj
- Preparatore dei portieri: Maurice Gillen
- Preparatori atletici:
- Analisi video:

## Calciomercato

### Sessione estiva
| Acquisti | Acquisti           | Acquisti         | Acquisti |
| R.       | Nome               | da               | Modalità |
| -------- | ------------------ | ---------------- | -------- |
| D        | Lion Schweers      | Kickers Würzburg |          |
| D        | Mátyás Jurácsik    | Újpest U19       |          |
| C        | Felix Backszat     | Rot-Weiss Essen  |          |
| D        | Niklas Heidemann   | Preußen Münster  |          |
| A        | Phillip Aboagye    | LR Ahlen         |          |
| D        | Durim Berisha      | Wiedenbrück      |          |
| C        | Dominik Bilogrević | Bonner           |          |
| P        | Michele Cordi      | Paderborn        |          |
| D        | Philipp Hanke      | Steinbach        |          |
| C        | Jannis Kübler      | Straelen         |          |
| D        | Moritz Montag      | F. Düsseldorf II |          |
| A        | Roman Prokoph      | Fortuna Colonia  |          |
| A        | Xhuljo Tabaku      | Wiedenbrück      |          |

| Cessioni | Cessioni               | Cessioni             | Cessioni |
| R.       | Nome                   | a                    | Modalità |
| -------- | ---------------------- | -------------------- | -------- |
| P        | Niklas Lübcke          | Schwarz-Weiß Essen   |          |
| P        | Daniel Szczepankiewicz | LR Ahlen             |          |
| A        | Beyhan Ametov          | Meppen               |          |
| A        | Mateo Aramburú         | Schalke 04 II        |          |
| A        | Jonas Erwig-Drüppel    | Velbert              |          |
| C        | Yannick Geisler        | Velbert              |          |
| C        | Lars Holtkamp          | Bochum               |          |
| C        | Joey Müller            | Schalke 04 II        |          |
| A        | Furkan Tasdemir        | Cronenberger SC      |          |
| D        | Tjorben Uphoff         | Alemannia Aquisgrana |          |
| C        | Tim Wendel             | Homberg              |          |

### Sessione invernale
| Acquisti | Acquisti    | Acquisti    | Acquisti |
| R.       | Nome        | da          | Modalità |
| -------- | ----------- | ----------- | -------- |
| D        | Nick Galle  | Saarbrücken |          |
| C        | Valdet Rama | Meppen      |          |

| Cessioni | Cessioni        | Cessioni           | Cessioni |
| R.       | Nome            | a                  | Modalità |
| -------- | --------------- | ------------------ | -------- |
| D        | Mátyás Jurácsik | SC Düsseldorf-West |          |

## Risultati

### Regionalliga ovest

#### Girone di andata
| Arbitro: | Koj |

|                         |           |  |
| Hagemann 27’ Königs 31’ | Marcatori |  |

| Ahlen 21 agosto 2021, ore 14:00 CEST 2ª giornata | LR Ahlen | 0 – 0 referto | Wuppertal | Wersestadion (587 spett.)\| Arbitro: \| Damar \| |
| Arbitro:                                         | Damar    |               |           |                                                  |

| Arbitro: | Ulankiewicz |

|  |           |              |
|  | Marcatori | 35’ Plechaty |

| Arbitro: | Tietze |

|          |           |                                        |
| Kader 5’ | Marcatori | 38’, 67’ Hagemann 57’ Königs 85’ Šarić |

| Arbitro: | Engelmann |

|              |           |                                         |
| Takahara 62’ | Marcatori | 30’ Backszat 70’ (rig.) Pires-Rodrigues |

| Arbitro: | Weller |

|             |           |                     |
| Prokoph 72’ | Marcatori | 74’ Batarilo-Cerdic |

| Arbitro: | Arlt |

|              |           |                          |
| Lobinger 59’ | Marcatori | 20’ Hagemann 66’ Prokoph |

| Arbitro: | Goldmann |

|                             |           |                     |
| Backszat 9’, 45’ Königs 90’ | Marcatori | 16’ (rig.) Talarski |

| Münster 26 settembre 2021, ore 14:00 CEST 9ª giornata | Preußen Münster | 0 – 0 referto | Wuppertal | Preußenstadion (4 778 spett.)\| Arbitro: \| Jäger \| |
| Arbitro:                                              | Jäger           |               |           |                                                      |

| Arbitro: | Lahora-Chulian |

|                           |           |  |
| Šarić 7’, 63’ Aboagye 67’ | Marcatori |  |

| Arbitro: | Engelmann |

|                      |           |                         |
| Mika 87’ Lübbers 90’ | Marcatori | 44’ Prokoph 54’ Berisha |

| Arbitro: | Dardenne |

|           |           |              |
| Šarić 50’ | Marcatori | 79’ Odenthal |

| Arbitro: | Mynarek |

|  |           |                                       |
|  | Marcatori | 80’ Königs 90’ (rig.) Pires-Rodrigues |

| Wuppertal 30 ottobre 2021, ore 14:00 CEST 14ª giornata | Wuppertal | 0 – 0 referto | Wiedenbrück | Stadion am Zoo (1 019 spett.)\| Arbitro: \| Aarts \| |
| Arbitro:                                               | Aarts     |               |             |                                                      |

| Arbitro: | Exuzidis |

|  |           |                                                  |
|  | Marcatori | 17’ (aut.) Čestić 39’ Sarpei 90’ Pires-Rodrigues |

| Arbitro: | Erk |

|                                                           |           |  |
| Königs 8’ Schweers 18’ Backszat 56’ Aboagye 81’ Hanke 82’ | Marcatori |  |

| Arbitro: | Jäger |

|  |           |              |
|  | Marcatori | 30’ Schweers |

| Arbitro: | Severins |

|                      |           |          |
| Šarić 16’ Königs 28’ | Marcatori | 26’ Minz |

| Arbitro: | Ernst |

|  |           |                                            |
|  | Marcatori | 31’ Königs 43’ Pires-Rodrigues 85’ Aboagye |

#### Girone di ritorno
| Arbitro: | Damar |

|            |           |             |
| Sebald 90’ | Marcatori | 87’ Prokoph |

| Arbitro: | Goldmann |

|                                           |           |                            |
| Berisha 10’ Prokoph 17’, 49’ Backszat 45’ | Marcatori | 56’ Mamutovic 89’ Marzullo |

| Arbitro: | Holz |

|                       |           |            |
| Young 6’ Bastians 11’ | Marcatori | 44’ Königs |

| Arbitro: | Gottschalk |

|                               |           |           |
| Baraza 43’ (aut.) Prokoph 55’ | Marcatori | 48’ Kader |

| Arbitro: | Bramkamp |

|  |           |                                    |
|  | Marcatori | 39’ (rig.), 70’ Güler 64’ Takahara |

| Arbitro: | Holz |

|                     |           |  |
| Batarilo-Cerdic 21’ | Marcatori |  |

| Arbitro: | Besong |

|  |           |                         |
|  | Marcatori | 76’ Sussek 86’ Mansfeld |

| Arbitro: | Koj |

|  |           |                          |
|  | Marcatori | 33’ Hagemann 81’ Prokoph |

| Arbitro: | Dardenne |

|            |           |               |
| Prokoph 1’ | Marcatori | 90’ Hoffmeier |

| Arbitro: | Jäger |

|  |           |                                                 |
|  | Marcatori | 30’ Prokoph 41’ Heidemann 53’ Šarić 89’ Aboagye |

| Arbitro: | Holz |

|                                 |           |  |
| Hanke 30’ Pytlik 43’ Königs 85’ | Marcatori |  |

| Arbitro: | Damar |

|            |           |            |
| Kreyer 65’ | Marcatori | 57’ Montag |

| Arbitro: | Rupert |

|                       |           |  |
| Prokoph 16’ Šarić 21’ | Marcatori |  |

| Arbitro: | Visse |

|  |           |                            |
|  | Marcatori | 58’ (rig.) Pires-Rodrigues |

| Arbitro: | Aarts |

|                            |           |  |
| Schweers 52’ Heidemann 68’ | Marcatori |  |

| Arbitro: | Lahora-Chulian |

|            |           |                                        |
| Bajrić 20’ | Marcatori | 13’ (rig.) Pires-Rodrigues 54’ Aboagye |

| Arbitro: | Ulankiewicz |

|                            |           |  |
| Pires-Rodrigues 51’ (rig.) | Marcatori |  |

| Arbitro: | Ernst |

|                     |           |              |
| Nnaji 7’ Franke 61’ | Marcatori | 37’ Backszat |

| Arbitro: | Liedtke |

|                                                               |           |                  |
| Prokoph 8’ Pires-Rodrigues 29’ (rig.) Sarpei 32’ Hagemann 68’ | Marcatori | 86’ (rig.) Hühne |

### Coppa di Germania
| Arbitro: | Alt |

|           |           |                        |
| Šarić 22’ | Marcatori | 53’ Zoller 111’ Tesche |

### Coppa Bassa Renania
| 6 aprile 2022, ore 19:30 CEST Quarti di finale | Kray | 2 – 3 | Wuppertal |  |

| Arbitro: | Domnick |

|                                      |           |                |
| Prokoph 17’, 68’ Pires-Rodrigues 22’ | Marcatori | 36’ Kleinsorge |

| 21 maggio 2022, ore 16:15 CEST Finale | Wuppertal | 0 – 1 | Straelen |  |

## Statistiche

### Statistiche di squadra
| Competizione        | Punti | In casa | In casa | In casa | In casa | In casa | In casa | In trasferta | In trasferta | In trasferta | In trasferta | In trasferta | In trasferta | Totale | Totale | Totale | Totale | Totale | Totale | DR  |
| Competizione        | Punti | G       | V       | N       | P       | Gf      | Gs      | G            | V            | N            | P            | Gf           | Gs           | G      | V      | N      | P      | Gf     | Gs     | DR  |
| ------------------- | ----- | ------- | ------- | ------- | ------- | ------- | ------- | ------------ | ------------ | ------------ | ------------ | ------------ | ------------ | ------ | ------ | ------ | ------ | ------ | ------ | --- |
| Regionalliga        | 78    | 19      | 12      | 4       | 3       | 36      | 15      | 19           | 11           | 5            | 3            | 32           | 13           | 38     | 23     | 9      | 6      | 68     | 28     | +40 |
| Coppa di Germania   | -     | 1       | 0       | 0       | 1       | 1       | 2       | 0            | 0            | 0            | 0            | 0            | 0            | 1      | 0      | 0      | 1      | 1      | 2      | -1  |
| Coppa Bassa Renania | -     | 2       | 1       | 0       | 1       | 3       | 2       | 1            | 1            | 0            | 0            | 3            | 2            | 3      | 2      | 0      | 1      | 6      | 4      | +2  |
| Totale              | 78    | 22      | 13      | 4       | 5       | 40      | 19      | 20           | 12           | 5            | 3            | 35           | 15           | 42     | 25     | 9      | 8      | 75     | 34     | +41 |

### Andamento in campionato
| Giornata  | 1 | 2 | 3  | 4 | 5 | 6 | 7 | 8 | 9 | 10 | 11 | 12 | 13 | 14 | 15 | 16 | 17 | 18 | 19 | 20 | 21 | 22 | 23 | 24 | 25 | 26 | 27 | 28 | 29 | 30 | 31 | 32 | 33 | 34 | 35 | 36 | 37 | 38 |
| --------- | - | - | -- | - | - | - | - | - | - | -- | -- | -- | -- | -- | -- | -- | -- | -- | -- | -- | -- | -- | -- | -- | -- | -- | -- | -- | -- | -- | -- | -- | -- | -- | -- | -- | -- | -- |
| Luogo     | C | T | C  | T | T | C | T | C | T | C  | T  | C  | T  | C  | T  | C  | T  | C  | T  | T  | C  | T  | C  | C  | T  | C  | T  | C  | T  | C  | T  | C  | T  | C  | T  | C  | T  | C  |
| Risultato | V | N | P  | V | V | N | V | V | N | V  | N  | N  | V  | N  | V  | V  | V  | V  | V  | N  | V  | P  | V  | P  | P  | P  | V  | N  | V  | V  | N  | V  | V  | V  | V  | V  | P  | V  |
| Posizione | 3 | 6 | 10 | 9 | 6 | 9 | 6 | 5 | 5 | 3  | 3  | 3  | 2  | 4  | 4  | 3  | 3  | 3  | 1  | 4  | 3  | 4  | 4  | 4  | 5  | 5  | 5  | 5  | 5  | 5  | 5  | 4  | 3  | 3  | 3  | 3  | 3  | 3  |

Legenda:

Luogo: C = Casa; T = Trasferta. Risultato: V = Vittoria; N = Pareggio; P = Sconfitta.

### Statistiche dei giocatori
| Giocatore              | Coppa Bassa Renania | Coppa Bassa Renania | Coppa Bassa Renania | Coppa Bassa Renania | Regionalliga | Regionalliga | Regionalliga | Regionalliga | Coppa di Germania | Coppa di Germania | Coppa di Germania | Coppa di Germania | Totale   | Totale | Totale      | Totale     |
| Giocatore              | Presenze            | Reti                | Ammonizioni         | Espulsioni          | Presenze     | Reti         | Ammonizioni  | Espulsioni   | Presenze          | Reti              | Ammonizioni       | Espulsioni        | Presenze | Reti   | Ammonizioni | Espulsioni |
| ---------------------- | ------------------- | ------------------- | ------------------- | ------------------- | ------------ | ------------ | ------------ | ------------ | ----------------- | ----------------- | ----------------- | ----------------- | -------- | ------ | ----------- | ---------- |
| P. Aboagye             | 0                   | 0                   | 0                   | 0                   | 29           | 5            | 4            | 0            | 1                 | 0                 | 0                 | 0                 | 30       | 5      | 4           | 0          |
| I. Akritidis           | 0                   | 0                   | 0                   | 0                   | 3            | 0            | 0            | 0            | 0                 | 0                 | 0                 | 0                 | 3        | 0      | 0           | 0          |
| F. Backszat            | 0                   | 0                   | 0                   | 0                   | 36           | 6            | 4            | 0            | 1                 | 0                 | 0                 | 0                 | 37       | 6      | 4           | 0          |
| D. Berisha             | 0                   | 0                   | 0                   | 0                   | 22           | 2            | 5            | 1            | 0                 | 0                 | 0                 | 0                 | 22       | 2      | 5           | 1          |
| D. Bilogrević          | 0                   | 0                   | 0                   | 0                   | 25           | 0            | 5            | 1            | 1                 | 0                 | 0                 | 0                 | 26       | 0      | 5           | 1          |
| M. Cordi               | 0                   | 0                   | 0                   | 0                   | 0            | 0            | 0            | 0            | 0                 | 0                 | 0                 | 0                 | 0        | 0      | 0           | 0          |
| N. Fensky              | 0                   | 0                   | 0                   | 0                   | 3            | 0            | 0            | 0            | 0                 | 0                 | 0                 | 0                 | 3        | 0      | 0           | 0          |
| N. Galle               | 0                   | 0                   | 0                   | 0                   | 8            | 0            | 0            | 0            | 0                 | 0                 | 0                 | 0                 | 8        | 0      | 0           | 0          |
| D. Grebe               | 0                   | 0                   | 0                   | 0                   | 0            | 0            | 0            | 0            | 0                 | 0                 | 0                 | 0                 | 0        | 0      | 0           | 0          |
| K. Hagemann            | 0                   | 0                   | 0                   | 0                   | 20           | 6            | 4            | 1            | 1                 | 0                 | 0                 | 0                 | 21       | 6      | 4           | 1          |
| P. Hanke               | 0                   | 0                   | 0                   | 0                   | 35           | 2            | 9            | 0            | 1                 | 0                 | 0                 | 0                 | 36       | 2      | 9           | 0          |
| N. Heidemann           | 0                   | 0                   | 0                   | 0                   | 31           | 2            | 4            | 0            | 1                 | 0                 | 0                 | 0                 | 32       | 2      | 4           | 0          |
| M. Jurácsik            | 0                   | 0                   | 0                   | 0                   | 0            | 0            | 0            | 0            | 0                 | 0                 | 0                 | 0                 | 0        | 0      | 0           | 0          |
| M. Königs              | 0                   | 0                   | 0                   | 0                   | 33           | 9            | 5            | 0            | 1                 | 0                 | 0                 | 0                 | 34       | 9      | 5           | 0          |
| J. Kübler              | 0                   | 0                   | 0                   | 0                   | 23           | 0            | 0            | 0            | 0                 | 0                 | 0                 | 0                 | 23       | 0      | 0           | 0          |
| D. Lee                 | 0                   | 0                   | 0                   | 0                   | 0            | 0            | 0            | 0            | 0                 | 0                 | 0                 | 0                 | 0        | 0      | 0           | 0          |
| M. Montag              | 0                   | 0                   | 0                   | 0                   | 26           | 1            | 0            | 0            | 1                 | 0                 | 0                 | 0                 | 27       | 1      | 0           | 0          |
| G. Multari             | 0                   | 0                   | 0                   | 0                   | 0            | 0            | 0            | 0            | 0                 | 0                 | 0                 | 0                 | 0        | 0      | 0           | 0          |
| J. Nickel              | 0                   | 0                   | 0                   | 0                   | 0            | 0            | 0            | 0            | 0                 | 0                 | 0                 | 0                 | 0        | 0      | 0           | 0          |
| S. Patzler             | 0                   | 0                   | 0                   | 0                   | 38           | 0            | 0            | 0            | 1                 | 0                 | 0                 | 0                 | 39       | 0      | 0           | 0          |
| K. Pires-Rodrigues     | 1                   | 1                   | 0                   | 0                   | 34           | 8            | 5            | 0            | 1                 | 0                 | 0                 | 1                 | 36       | 9      | 5           | 1          |
| R. Prokoph             | 1                   | 2                   | 0                   | 0                   | 34           | 12           | 0            | 0            | 1                 | 0                 | 0                 | 0                 | 36       | 14     | 0           | 0          |
| K. Pytlik              | 0                   | 0                   | 0                   | 0                   | 33           | 1            | 13           | 1            | 1                 | 0                 | 0                 | 0                 | 34       | 1      | 13          | 1          |
| V. Rama                | 0                   | 0                   | 0                   | 0                   | 12           | 0            | 1            | 0            | 0                 | 0                 | 0                 | 0                 | 12       | 0      | 1           | 0          |
| P. Safarpour-Malekabad | 0                   | 0                   | 0                   | 0                   | 0            | 0            | 0            | 0            | 0                 | 0                 | 0                 | 0                 | 0        | 0      | 0           | 0          |
| N. Salau               | 0                   | 0                   | 0                   | 0                   | 20           | 0            | 3            | 0            | 1                 | 0                 | 1                 | 0                 | 21       | 0      | 4           | 0          |
| K. Sarpei              | 0                   | 0                   | 0                   | 0                   | 16           | 2            | 5            | 0            | 0                 | 0                 | 0                 | 0                 | 16       | 2      | 5           | 0          |
| L. Schweers            | 0                   | 0                   | 0                   | 0                   | 30           | 3            | 7            | 1            | 1                 | 0                 | 0                 | 0                 | 31       | 3      | 7           | 1          |
| X. Tabaku              | 0                   | 0                   | 0                   | 0                   | 10           | 0            | 1            | 0            | 1                 | 0                 | 0                 | 0                 | 11       | 0      | 1           | 0          |
| J. Tomczak             | 0                   | 0                   | 0                   | 0                   | 1            | 0            | 0            | 0            | 0                 | 0                 | 0                 | 0                 | 1        | 0      | 0           | 0          |
| S. Šarić               | 0                   | 0                   | 0                   | 0                   | 35           | 7            | 4            | 1            | 1                 | 1                 | 0                 | 0                 | 36       | 8      | 4           | 1          |